# Heysham
Heysham är en hamnort och en unparished area i distriktet Lancaster i grevskapet Lancashire i England. Orten är belägen 8 km från Lancaster. Den hade 16 704 invånare år 2019. Unparished area har 11 016 invånare år 2001. Det finns en färja till Belfast, Nordirland, Dublin, Irland, Douglas, Isle of Man och Warrenpoint, Nordirland. Orten nämns i Domesday Book år 1086 och kallades då Hessam.